# Олімпія (Грудзьондз)
«Олімпія Грудзьондз» (пол. Olimpia Grudziądz) — професіональний польський футбольний клуб з міста Грудзьондз.

## Історія
Колишні назви:
- 30.06.1923: ТС Олімпія Грудзьондз (пол. TS [Towarzystwo Sportowe] Olimpia Grudziądz)
- 1945: ГКС Олімпія Грудзьондз (пол. GKS [Grudziądzki Klub Sportowy] Olimpia Grudziądz)

30 червня 1923 року був організований футбольний клуб, який отримав назву «Олімпія Грудзьондз». Спочатку команда проводила товариські матчі з локальними суперниками, а потім стартувала в окружній лізі А.
Після Другої світової війни у 1945 року клуб відновив діяльність. У 1994 році після довгих років гри у нижщих лігах, команда дебютувала у III лізі, але не змогла утриматися в ній і вибула до IV ліги, а потім до окружної ліги. Тільки у 2004 повернулася в IV лігу. У 2008 у результаті реформи системи футбольних ліг команда залишилась у четвертій за рівнем лізі, яка стала називатися III ліга. Літом 2009 року команда зайняла 1 місце у своїй групі III ліги і здобула путівку до II ліги. Після двох сезонів знову команда зайняла 1 місце у західній групі II ліги і у 2011 дебютувала у І лізі.

## Титули та досягнення
- Чемпіонат Польщі (І ліга):
  - 4 місце (1): 2015
- Кубок Польщі:
  - 1/16 фіналу (5): 2010, 2012, 2014, 2021, 2022
  - 1/8 фіналу (2): 2013, 2022
  - 1/4 фіналу (2): 2013, 2022
  - 1/2 фіналу (1): 2022